# Bukůvkové z Bukůvky
Bukůvkové (též Bukůvkové z Bukůvky nebo Bokůwkové z Bokůwky) je jméno staré české vladycké a rytířské rodiny, která se psala podle vsi Bukůvky (dnes Bukovka) na Pardubicku. Poprvé se tento rod vyskytuje ve 14. století, kdy se rozdělil na českou a moravskou větev. Patřil po celá staletí k úřednické a vojenské šlechtě. Hraběcího stavu dosáhl až roku 1800. K vymření rodu – moravské větve – došlo v 50. letech 20. století.

## Historie
Bukůvkové byli rodem, který, ač původně pocházel z Čech (Pardubicka), posléze v 15. století odešel na Moravu, aby zde prodělal výrazný majetkový a společenský vzestup, především v úřednických a vojenských službách. Původně to byl rod český, náboženským vyznáním českobratrský, poznamenaný výraznými rysy moravského patriotismu, který se postupně změnil na rod katolický a jazykově německý. Za stavovského povstání v letech 1619–1620 byli Bukůvkové z Bukůvky evangelíky a většinou věrní Habsburkům. Tento šlechtický rod pak přebral typické znaky vrstev, které v průběhu staletí měnily náboženství, jazyk i státní příslušnost. Bukůvkové si ale vždy zachovali silné povědomí a vztah k zemi, odkud vzešli.

### Původ
Obec Bukůvka (dnešní název Bukovka) se nachází 4 km západně od města Lázně Bohdaneč, směrem na Chlumec nad Cidlinou. Obec Bukovka a místní část Habřinka spolu tvoří jeden územní celek. Kolem roku 1465 koupili vladykové z Bukůvky další tvrz „Jilovka“ s přilehlým rybníkem Skříní. Dřevěná tvrz, východně od tvrze Bukovské, obklopená rybníky Jilovka a Skříní, byla přístupná jen po dřevěném mostě. Roku 1437 koupili Bukůvkové osadu Habřinku, která patřila klášteru Opatovskému. V druhé polovině 15. století ale již ves i tvrz vlastnili Bukovští z Hustířan.

### Nejvýznamnější členové

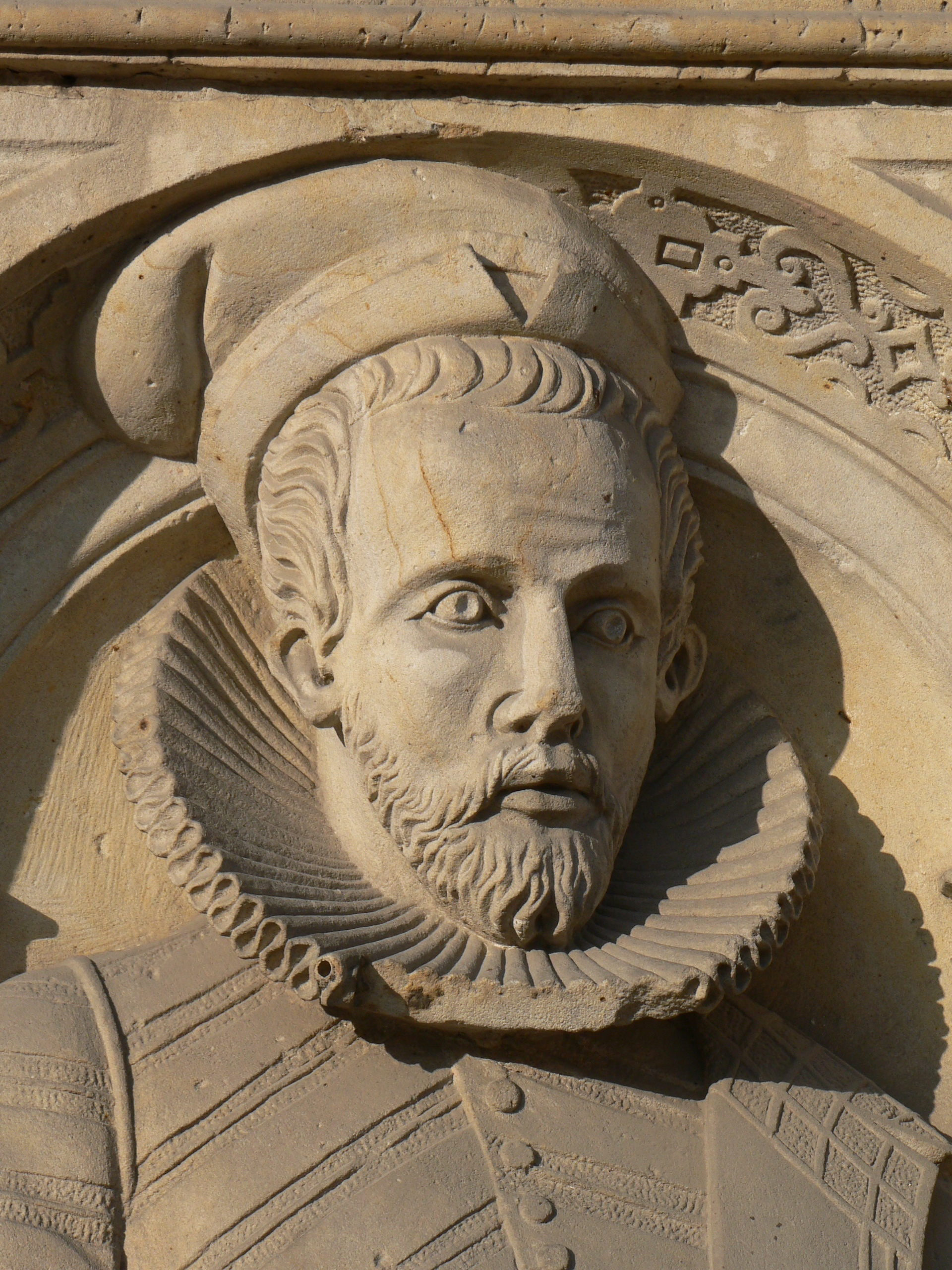
Reliéfní portrét Jana Bukůvky z Bukůvky, renesanční portál zámku Třemešek u Šumperka

Za předky rodu je považováno pět bratrů – Rohovlad, Bohuněk, Beneš, Mikuláš a Jan, kteří vlastnili nejen rodnou Bukůvku, ale i nedalekou Bělou.
- Jedním z prvních známých byl Matyáš z Bukůvky, který vstoupil do příbuzenství s významnými a mocnými rody tehdejší doby. Jeho manželka Klára pocházela z rodu slavného husitského hejtmana Diviše z Miletínka a jeho druhou manželkou byla Kateřina ze Žerotína.

- Ctibor Bukůvka z Bukůvky se koncem 15. století dostal do služeb Viléma z Pernštejna a ve službách tohoto vlivného člena panského stavu otevřel rodu Bukůvků cestu k zámožnosti. Jeho synové se na Moravě postupně zabydleli a začali se oficiálně psát Bukůvkové z Bukůvky. První známý údaj o jejich pobytu na Moravě je z konce 15. století; je jím zmínka o Janu Sezimu z Bukůvky (1480–1486). Moravská odnož brzy zastínila větev českou, která vymřela počátkem 16. století.

- Vzestup moravské větve vyvrcholil za Petra Bukůvky z Bukůvky a na Červené Lhotě (†1571), který v roce 1559 zakoupil ves Třemešek u Šumperka se statkem. Nejvíce ale přispěl k věhlasu rodu především humanisticky vzdělaný šlechtic Jan Bukůvka z Bukůvky (1555–1617), který dědictvím po otci získal panství Třemešek a zdejší tvrz přestavěl na renesanční zámek. Zanedlouho nato přikoupil panství Ivanovice na Hané a i zde později byla provedena přestavba tvrze na renesanční zámek. Postupně vlastnictví rozšířil o vsi Chromeč, Studénku (dnes Dolní Studénky), Hrabišín, Bohutín apod.

- Porážka stavovského povstání v r. 1620, přestože byli evangelíci, se jich nedotkla – ani na majetku ani na lidech. Roku 1719 byli Bukůvkové povýšeni do panského stavu. Řada členů rodu zastávala vysoké funkce.

- Karel Zikmund z Bukůvky (1761–1840) se stal guberniálním radou, byl krajským hejtmanem olomouckým, brněnským krajským hejtmanem a prezidentem komise pro daňové provizorium na Moravě a ve Slezsku.

- Císařský tajný rada a první prezident nově zřízeného zemského soudu na Moravě a ve Slezsku Jan Nepomuk Zikmund z Bukůvky získal za své služby v r. 1800 hraběcí titul v rakouských dědičných zemích s právem dědičným.
- Hrabě Michal Bukůvka (1808–1882) byl známý jako mecenáš hudebního života v Brně.

### Erb

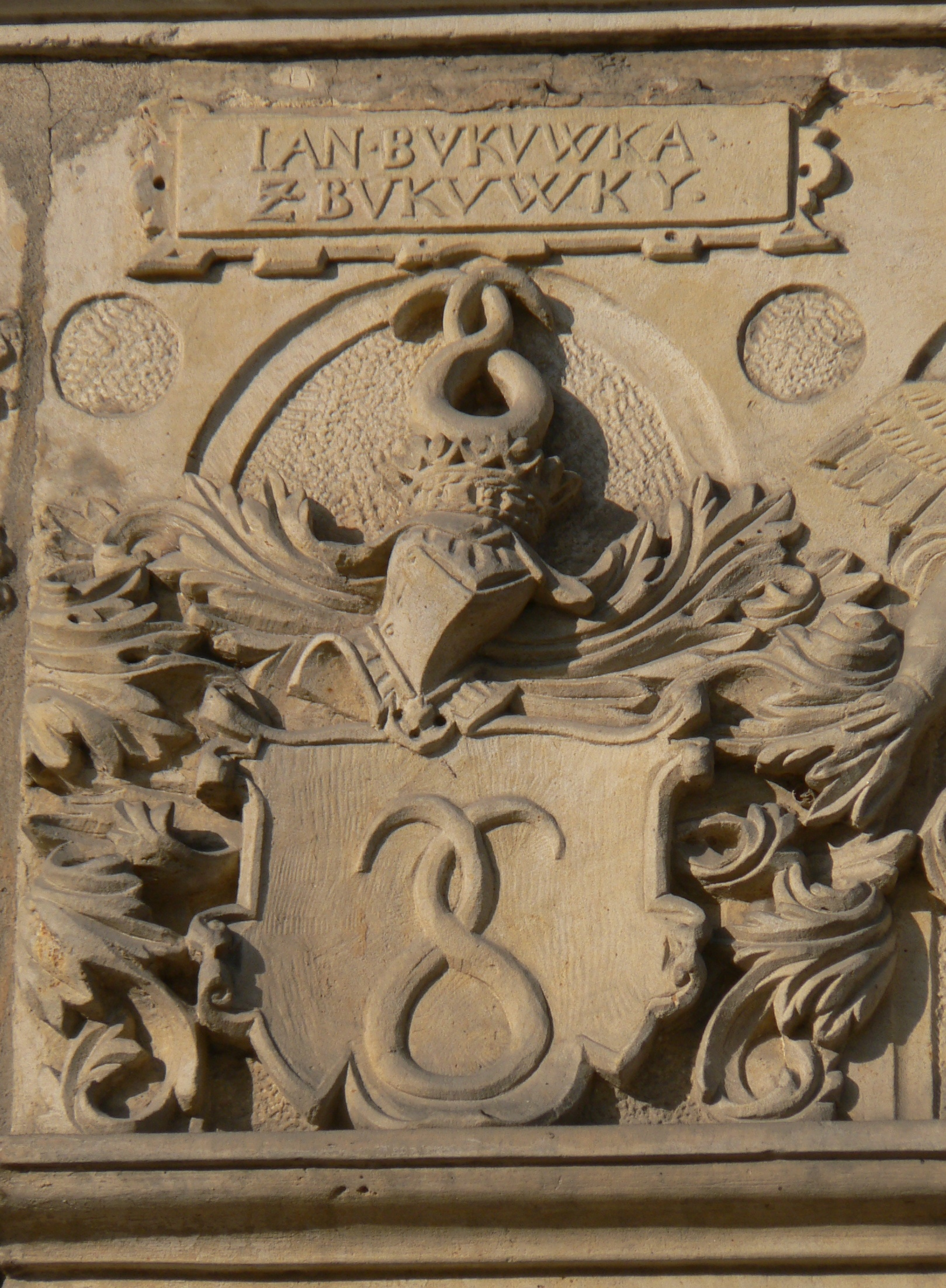
Erb Bukůvků z portálu zámku v Třemešku

Nevšední erb nosili Bukůvkové už od nejstarších dob. Původní erb měli ale jejich předkové v Čechách v 15. století v podobě dvou beraních rohů obtočených kolem hole. Moravští členové rodu měli už jen stočené a dvakrát překřížené stříbrné rohy v červeném poli. Krásné renesanční erby Bukůvků jsou vytesány na hrobce v Postřelmově (z roku 1592) a také na portálu zámku v Třemešku z roku 1587. Při povýšení do panského stavu roku 1719 zůstal znak nezměněn, teprve při udělení hraběcího titulu roku 1800 byli přidáni jako štítonoši dva zlatí lvi.

### Pověsti
Pověst se váže k Bojanovickému majetku. Poddaným panského dvora v Horních Bojanovicích se podle dochované tradice vedlo nejhůře za Jana Zikmunda z Bukůvky, jehož úředníci odebírali sedlákům většinu vepřového a hovězího dobytka a přitom citelně trestali ty, kteří si byli stěžovat (ještě za druhé světové války existovaly v budovách panské zahrady zachované vězeňské cely).
Bukůvkové se do lidské paměti zapsali nejhůře. Pánové se zde sice objevili jen zřídka, ale ustanovili sem velmi zlého úředníka. Ten byl tak krutý, že se mu lidé vyhýbali, jak mohli. Nejhůře pro ty, kteří mu zkřížili cestu, bylo, když měl krutý úředník bičík. Tím tloukl hlava nehlava robotníky na poli a často i tehdy, když šel do vesnice. Děti mu říkaly "čert". Není divu: jakmile nějaké dítě nebo houfec kluků uviděl si hrát na návsi a překáželi mu v cestě, bez milosti je sešlehal. Místní poddaní si vrchnosti často stěžovali, skládali pokorné supliky, ale stížnosti nepomáhaly. Vrchnost zůstávala vůči jejich prosbám hluchá. Proto se domluvili, že nebudou čekat na potrestání úředníka od vrchnosti, ale že si pomohou sami. Jednou, když robotníci pracovali ve "Staré hoře" u velkého lesa, zatáhla se obloha znenadání mraky. Blesky začaly křižovat oblohu a hromy burácely jako v té největší bitevní vřavě. Všichni v čele se zlým úředníkem se utíkali schovat do lesa. Když rachot hromu a déšť ustaly, vyšli po bouři z lesních úkrytů robotníci sami. Užaslým spoluobčanům s radostí vypravovali – a později i své vrchnosti – že v hrozné bouři čert zlého úředníka před jejich zraky sebral a propadl se s ním do pekla. Bukůvkové tomu nevěřili a poslali sloužící hledat do lesa alespoň mrtvolu svého úředníka. Ale hledání, které trvalo několik dnů, bylo zbytečné. Nenašli nic.

## Sídla a panství v držení

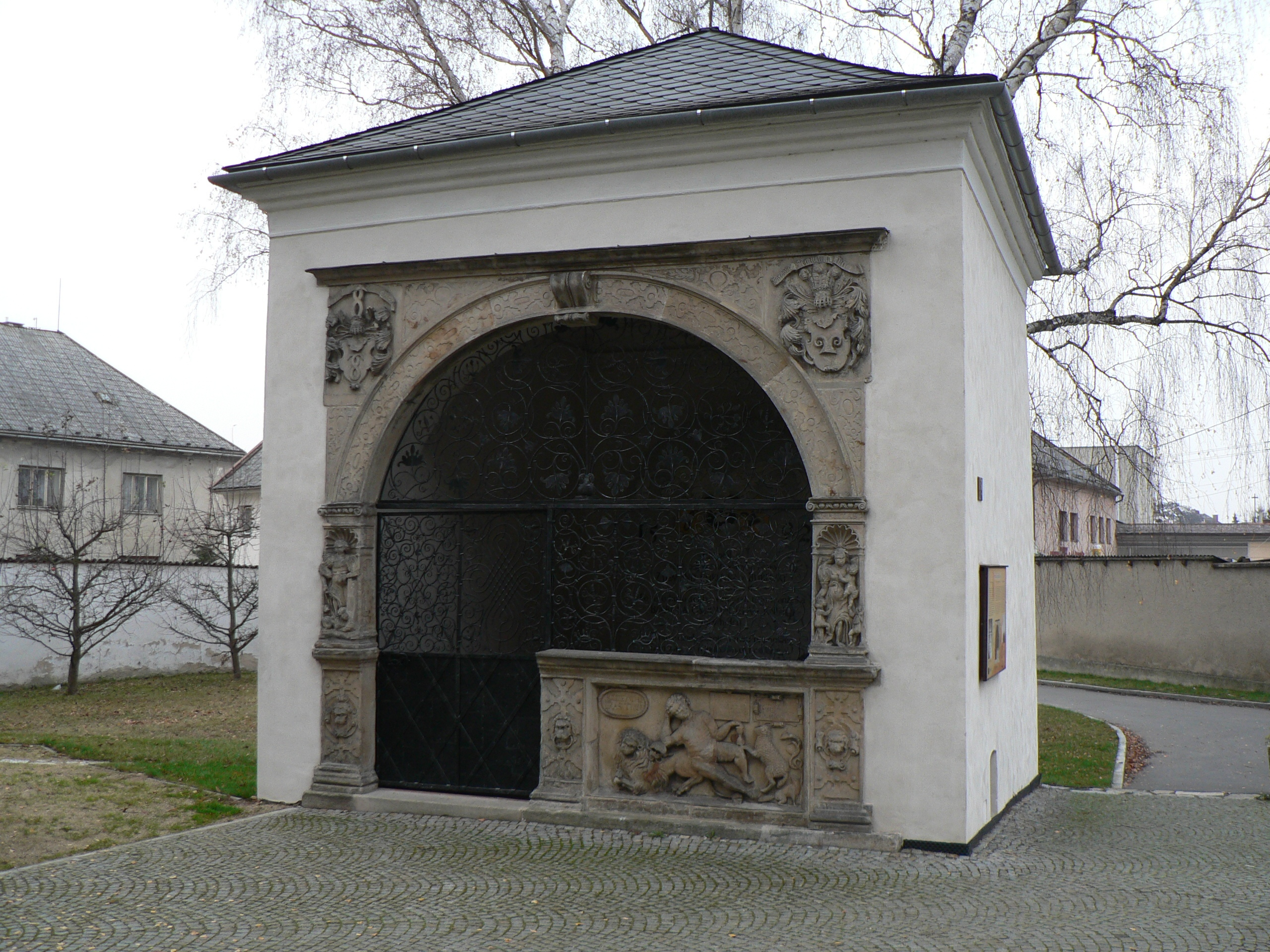
Renesanční hrobka Bukůvků z Bukůvky v Postřelmově

- Zámek Chudobín – Na přelomu 16. a 17. století, mimo jiných majitelů i za Bukůvků z Bukůvky, byl objekt výrazně přestavěn a začal se podobat jednoduchému renesančnímu zámku.
- Zámek Třemešek – Roku 1559 postoupil Karel mladší ze Žerotína třemešské panství panu Petru Bukůvkovi z Bukůvky a na Červené Lhotě. Jan Bukůvka z Bukůvky, syn pana Petra, přistoupil v osmdesátých letech 16. století ke stavbě třemešského rodového sídla – renesančního zámku, který byl dostavěn roku 1587. Bukůvkové drželi Třemešek až do poloviny 17. století. Na kostelní zdi jsou umístěny renesanční náhrobní kameny rodu Bukůvků z Bukůvky, pocházející z roku 1592.
- Ivanovice na Hané (zámek) – Od r. 1596 se majiteli stali Bukůvkové z Bukůvky. Jan Bukůvka z Bukůvky (†1611) objekt přestavěl na pozdně renesanční zámek s hranolovou věží a arkádami v čestném nádvoří.
- Horní Bojanovice (zámek) se statkem – Teprve ve druhé polovině 18. století získal panství Jan Zikmund Bukůvka z Bukůvky a stavěl na konci vsi jednoposchoďový empírový zámek s věží.
- Žádlovice (zámek) – Původně renesanční tvrz postavili v polovině 16. století Podstatští z Prusinovic. Za třicetileté války byla poškozena a v roce 1643 již pustá. V letech 1679–1705 ji Bukůvkové z Bukůvky přestavěli v barokní zámek.
- Červená Lhota (tvrz) – Postavená někdy po r. 1507 a od r. 1558 poprvé připomínaná v zemských deskách ve prospěch Bukůvků z Bukůvky. V roce 1695 ji koupili Hodicové.
- Chromeč (tvrz) – Kolem roku 1586 ji vlastnil Zikmund Bukůvka včetně chromečského statku se vsí Bohutín. Tou dobou byla sídlem Bukůvků. Tvrz vybudovali v 70. letech 16. století zemané z Kolšova. K chromečskému panství patřila rovněž od r. 1592–1612 rodinná hrobka v Postřelmově (za kostelem u obvodní zdi bývalého hřbitova).[1]
- Studená Loučka (tvrz) – Se statkem ji od r. 1694 vlastnil Jan Bukůvka z Bukůvky, tou dobou i držitel Žádlovického panství. V roce 1730 za Petra Antonína Bukůvka z Bukůvky je tvrz jako ještě stojící zmiňována naposledy.
- Kolšov (dolní tvrz) vč. dolní části vsi – Na přelomu 16. a 17. století byl jejím majitelem spolu s Třemeškem a Chromčí Zikmund Bukůvka z Bukůvky (do r. 1633).
- Pačlavice (zámek) – V roce 1612 získal do majetku ves s tvrzí Jan Bukůvka z Bukůvky a přebudoval ji na renesanční zámek. Třicetiletou válkou zdevastované panství získali v r. 1678 Choryňští z Ledské.
- Dobromilice - Jako odkaz Marie Anny, svob. paní z Rychnova připsány Dobromilice v zemských deskách roku 1835 jejímu synovci Michalu hraběti Z Bukůwky, který r. 1870 prodal statek olomouckému arcibiskupovi kardinálu Fürstenberkovi.

## Příbuzenské svazky
Příbuzenskými svazky byli Bukůvkové spojeni s mnoha šlechtickými rody, především však na Moravě, protože česká větev se v průběhu 15. století úplně vytratila. Byli spojeni např. s rody z Martinic, z Rychemburka, z Domamyslic, ze Švábenic, z Kobylího, ze Zástřizl a jinými.